# Grumman Gulfstream II
Die Grumman Gulfstream II ist ein Langstrecken-Geschäftsreiseflugzeug mit zwei Strahltriebwerken. Hergestellt wurde das Flugzeug von Grumman, ab 1978 von Gulfstream American.

## Geschichte
Im Mai 1965 präsentierte Grumman eine strahlgetriebene Version der Gulfstream I. Das Flugzeug verfügte über zwei seitlich am Heck angebrachte Rolls-Royce-Spey-Triebwerke. Während der Rumpf vom Vorgänger übernommen wurde, waren die Tragflächen und das Leitwerk weitgehend neu konstruiert worden. Das Modell erhielt die Bezeichnung Gulfstream II.
Die maximale Kapazität liegt bei neunzehn Passagieren, die Standardversion sah acht bis zwölf Sitze vor.
Der Erstflug fand am 2. Oktober 1966 statt, die Serienfertigung begann im Dezember 1967. Insgesamt wurden 258 Exemplare gebaut. Nachfolger wurde die Gulfstream III.

## Varianten
- Grumman G.1159A

Als das Flugzeug noch von der Firma Grumman produziert wurde, bezeichnete diese das Flugzeug mit der firmeninternen Nummer 1159.
- C-11 "Gulfstream II"

Die US-Militärversion wird als C-11 "Gulfstream II" bezeichnet.
- C-11A Shuttle Training Aircraft (STA)

Die US Raumfahrtbehörde NASA baute eine C-11 soweit um, dass damit Space-Shuttle-Besatzungen aus über 10.000 Metern Höhe den antriebslosen Landeanflug und die Landung selbst üben konnten.
- Gulfstream II SP

Diese Flugzeuge bekamen Modifikationen wie z. B. Blended Winglets von Aviation Partners. FAA-Zertifizierung unter STC ST00080SE am 22. April 1994.
- VC-11A "Gulfstream II"

Die Küstenwache der Vereinigten Staaten (USCG) bezeichnet eine VIP-Variante der C-11 als VC-11A "Gulfstream II"".

## Militärische Nutzer
Gabun
 Libyen
 Marokko
 Nigeria
 Oman
 Panama
 Venezuela
 Vereinigte Staaten
- United States Army
- United States Coast Guard
- NASA

## Technische Daten
| Kenngröße             | Daten                                                           |
| --------------------- | --------------------------------------------------------------- |
| Typ                   | Geschäftsreiseflugzeug, kleines Militärflugzeug                 |
| Länge                 | 24,36 m                                                         |
| Spannweite            | 20,98 m                                                         |
| Höhe                  | 7,47 m                                                          |
| Flügelfläche          | 86,82 m²                                                        |
| Flügelstreckung       | 5,1                                                             |
| Leermasse             | 17.725 kg                                                       |
| max. Startmasse       | 29.545 kg                                                       |
| max. Zuladung         | 2.480 kg                                                        |
| Höchstgeschwindigkeit | ca. 739 km/h (mit mittlerer Betriebsmasse)                      |
| max. Flughöhe         | ca. 13.700 m                                                    |
| normale Reiseflughöhe | ca. 10.670 m                                                    |
| Triebwerk             | zwei Rolls-Royce Spey 511-8-Strahltriebwerke, je 52,79 kN Schub |